# Hypopyra rufescens
Hypopyra rufescens là một loài bướm đêm trong họ Erebidae.